# Marianne Picard
Marianne Picard (Colmar, 1º settembre 1929 – 12 agosto 2006) è stata una storica educatrice francese, di origini ebraiche, la cui influenza, con il marito Bernard Picard, sarà importante per la comunità ebraica.

## Biografia
Marianne Schwab nasce a Colmar il primo settembre 1929. È la figlia di Robert David Schwab, medico (nato l'11 ottobre 1900) e di Marthe Samuel Schwab (nata il 12 gennaio 1904). Ha due fratelli gemelli: Pierre (Shlomo) e Louis (Eliezer), nati il 19 marzo 1932, e una sorella più giovane, Danielle, nata a Gueret (Creuse), il 6 dicembre 1941. La famiglia Schwab è sionista, tradizionalista, ma non ortodossa. Marianne Schwab studia al Liceo Camille Sée fino all'inizio della guerra.

### La Seconda Guerra mondiale
Da Vittel, la famiglia Schwab arriva a Limoges il 14 giugno 1940. Nel settembre 1940 il dottor Schwab raggiunge la sua famiglia e lavora come medico militare all'ospedale di Gueret (Creuse) fino all'inizio del novembre 1943. Venuta a conoscenza di una retata, la famiglia Schwab si rifugia in una fattoria in un villaggio isolato fino alla fine della guerra.
Nel 1945, la famiglia ritorna a Colmar, dove il dottor Schwab riprende il suo lavoro in ospedale. Nello stesso anno, Marianne Schwab sposa Bernard Picard, nato nel 1925 e anche lui originario di Colmar.

### Studi e insegnamento
Marianne Picard si laurea in lettere e poi ottiene un diploma di studi superiori in storia. Diventa direttrice della Lucien-de-Hirsch dal 1966 al 1992, succedendo a suo marito Bernard Picard (1950-1965). Egli aveva lasciato la Lucien-de-Hirsch per diventare direttore della scuola Yabné.

### Israele
Nel 1992, Bernard e Marianne Picard fanno il loro Alya a Israele. Bernard Picard muore nel 1998. 8 anni più tardi, nel 2006 muore anche Marianne Picard.

## Opere
- http://www.aloumim.org.il/histoire/statut-juifs.html[collegamento interrotto]
- http://www.aloumim.org.il/histoire/statut-juifs.html[collegamento interrotto]

### Libri
- Marianne Picard. Juifs et judaïsme. Biblioeurope.2002. (2905268026[8]
- Marianne Picard. Juifs et Judaïsme. tome 3: de 1492 à 1789. Biblioeurope. 2004[9].
- Marianne Picard. Juifs et Judaïsme. tome 2: de +70 à 1492. Biblioeurope. 2005.
- Marianne Picard. Juifs et Judaïsme. tome 1. De -700 à +70. Biblioeurope. 2006.ISBN 978-2-84828-074-5

## Riconoscimenti
- Nel novembre 2011 viene aperta la Casa della Speranza di Negba "Marianne et Bernard Picard" all'interno della scuola Reshit nel quartiere di Kyriat Mena'hem a Gerusalemme[10].